# Arado Ar 196
Arado Ar 196 byl německý jednomotorový plovákový průzkumný letoun používaný v druhé světové válce. Tento typ byl zkonstruován jako nástupce stroje Heinkel He 60 a měl být hlavním letounem operujícím z těžkých lodí Kriegsmarine.

## Vznik a vývoj

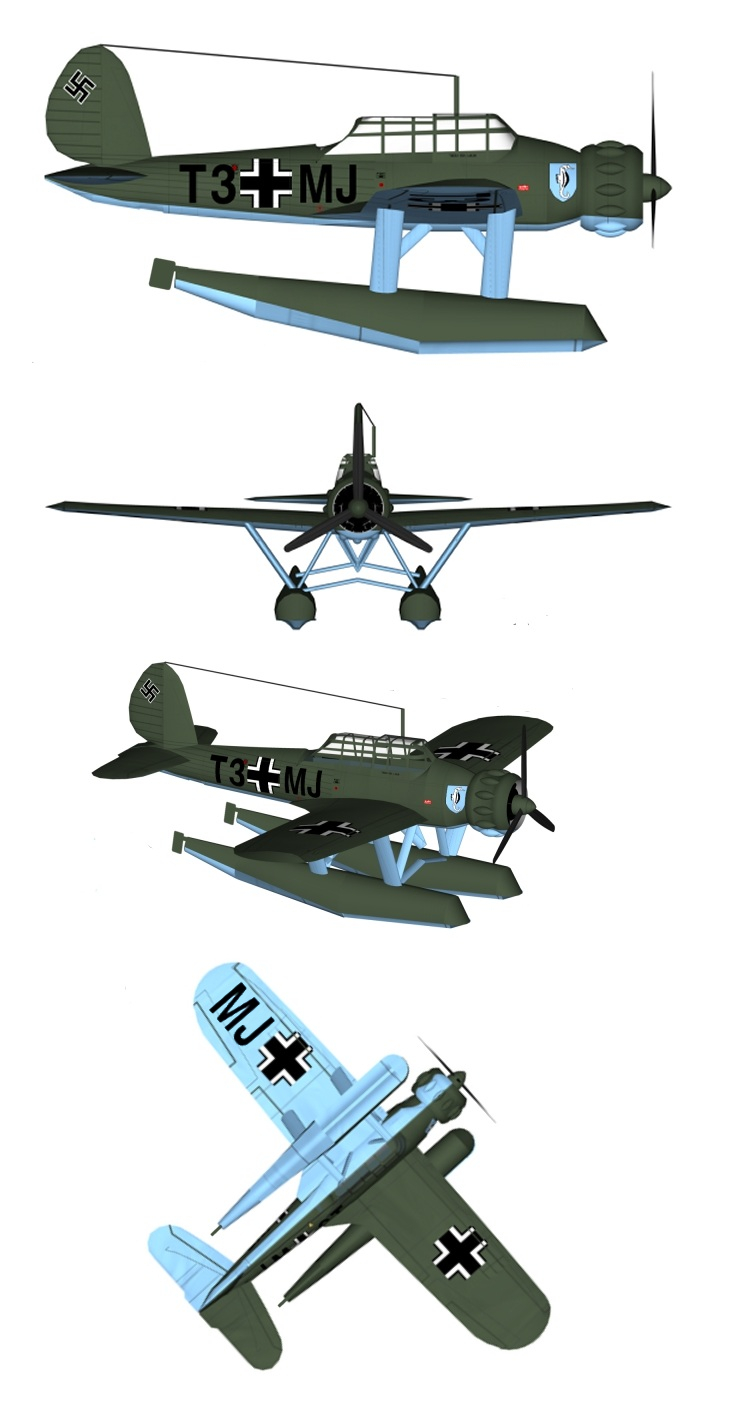
Arado Ar 196 (T3+MJ)

První prototypy Ar 196 V1 (Werk-Nr.2589, imatrikulace D-IEHK) a Ar 196 V2 (Werk-Nr.2590, D-IHQI) vybavené dvěma kovovými plováky vzlétly v květnu roku 1937. Oba letouny byly plánovány jako vzorové pro výrobu Ar 196 A.
Třetí a čtvrtý prototyp (Ar 196 V3 Werk-Nr.2591, D-ILRE a Ar 196 V4 Werk-Nr.2592, D-OVMB) s jedním velkým centrálním plovákem a dvěma malými stabilizačními plováky pod každou polovinou křídla měly být vzorovými letouny verze Ar 196 B. Všechny prototypy měly instalovánu pohonnou jednotku BMW 132 Dc o vzletovém výkonu 647 kW. Stroje V3 a V4 se vzájemně lišily velikostí a tvarem stabilizačních plováků a rozmístěním jejich vzpěr. Čtvrtý prototyp byl prvním letounem vybaveným plánovanou výzbrojí pro sériové stroje, která se skládala ze dvou leteckých kanónů MG FF ráže 20 mm instalovaných v křídle, jednoho pevného synchronizovaného kulometu MG 17 ráže 7,9 mm umístěného na pravé straně přední části motoru a dvou pum SC 50 o hmotnosti 50 kg zavěšených pod křídlem. Provozní zkoušky prototypy absolvovaly v Erprobungsstelle Travemünde.
Následně Technický úřad objednal deset kusů nulté série Ar 196 A-0 (Werk-Nr.0091 až 0100) s redukovanou výzbrojí na jeden pohyblivý kulomet MG 15 současně s třetím prototypem s centrálním plovákem Ar 196 V5 (Werk-Nr.0090, D-IPDB). Pátý prototyp byl dokončen na podzim 1938 s motorem BMW 132 K o výkonu 705 kW, který roztáčel kovovou třílistou stavitelnou vrtuli VDM. Stejná pohonná jednotka i s vrtulí byla zpětně instalována také do prototypu V1. Po testech těchto strojů, trvajících celou zimu, rozhodlo RLM o dalším rozvoji verze A se dvěma plováky a objednalo dvacet kusů sériové verze Ar 196 A-1 s dodáním do června 1939. Tyto letouny již byly vybaveny háky a úchyty pro start z katapultu.
Po dvacetikusové sérii A-1 zahájily závody ve Warnemünde výrobu verze Ar 196 A-2, určené především pro jednotky pobřežního letectva (Künstenfliegerstaffeln). Hlavní úpravou byla montáž kompletní původně předpokládané výzbroje dvou kanónů MG FF a dvou kulometů MG 15.
Pomalým tempem výroby se do roku 1940 podařilo zkonstruovat jen 98 kusů Ar 196. Z tohoto množství bylo několik posledních kusů ve variantě Ar 196 A-4, která na palubách lodí nahradila Ar 196 A-1. Výzbroj byla identická s verzí A-2, navíc se objevily radiostanice FuG 16 Z a vrtulový kužel, který u předchozích variant chyběl. Celková produkce dosáhla počtu 24 kusů.
Nejrozšířenější verzí tohoto stroje se stal model Ar 196 A-3, který byl od jara 1941 vyroben v počtu 401 ks.
Poslední sériově vyráběnou variantou byly letouny Ar 196 A-5 s překonstruovanou přístrojovou deskou a zesílenou hlavňovou výzbrojí. Ta se skládala z dvojkulometu MG 81Z ráže 7,9 mm. Výroba Ar 196 byla ukončena v srpnu 1944.
Více než 500 kusů letadla Arado Ar 196 se během let 1939 – 1944 vyrobilo v Société Nationale de Construction aéronautique (SNCA) ve Francii v St. Nazaire a ve firmě Fokker Nizozemsku v Amsterdamu.

## Operační nasazení

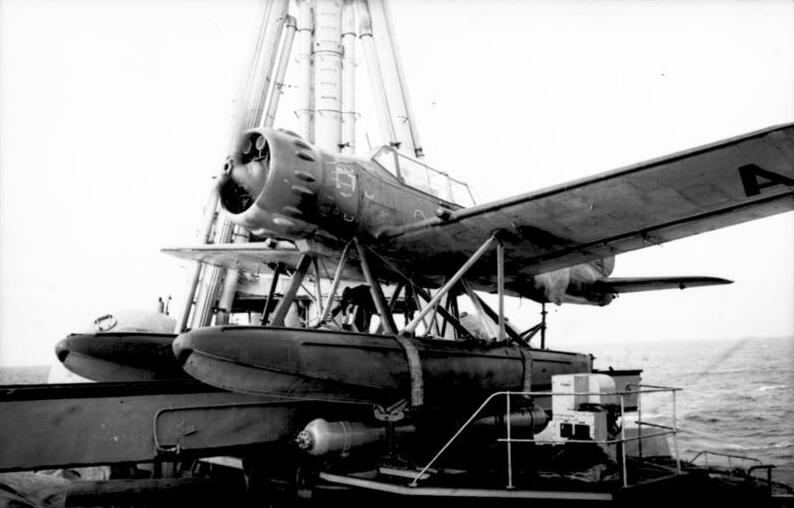
Ar 196 na palubě lodi Admiral Hipper

Arado Ar 196 bylo dobře pancéřované pro boj s nepřátelským letadlem v oblastech, kde nemohlo zasáhnout stíhací letectvo z pevniny. Toto platilo ještě v počátečních obdobích druhé světové války. Ar 196 A-1 začal od léta 1939 nahrazovat stroje He 60 na palubách těžkých plavidel Kriegsmarine. Dvě letky palubních letounů 1./196 a 5./196 dodávající letouny na paluby křižníků a bitevních lodí byly umístěny ve Wilhelmshavenu a Kielu-Holtenau. Prvním plavidlem, které bylo vybaveno Arady 196 A-1 byla kapesní bitevní loď Admiral Graf Spee, která již v polovině srpna vyplula do vod Atlantského oceánu. Dalšími loděmi, kde Ar 196 nahrazovaly He 60, byly Scharnhorst, Gneisenau, Deutschland, Admiral Scheer a Prinz Eugen. Start z těchto lodí se uskutečňoval pomocí katapultu. Po ukončení mise letadla přistála v blízkosti mateřské lodě, kde je pomocí jeřábu námořníci vytáhli zpět na palubu.
I když byla koncepce jednoplovákové verze Ar 196 B zamítnuta Říšským ministerstvem letectví, vyrobily závody Arado ve Warnemünde na přelomu let 1940-41 10 exemplářů nulté série varianty Ar 196 B-0, které byly předány k provozním zkouškám v Bordfliegerstaffel 1./196 ve Wilhelmshavenu.
Kromě letek palubního letectva sloužily Ar 196 také v 1./Küstenfliegergruppe 706. Výzbroj této skupiny tvořily rovněž letouny Heinkel He 115. Zde plnil roli hlídkového a průzkumného letadla. Po obsazení Dánska operovala část letounů této jednotky z letiště Aalborg. V průběhu jedné z hlídek objevila posádka poručíka Mehrense 5. května 1940 ve vodách Kattegatu poškozenou britskou ponorku HMS Seal. Po útoku provedeném spolu s druhým Ar 196 se Britové vzdali.

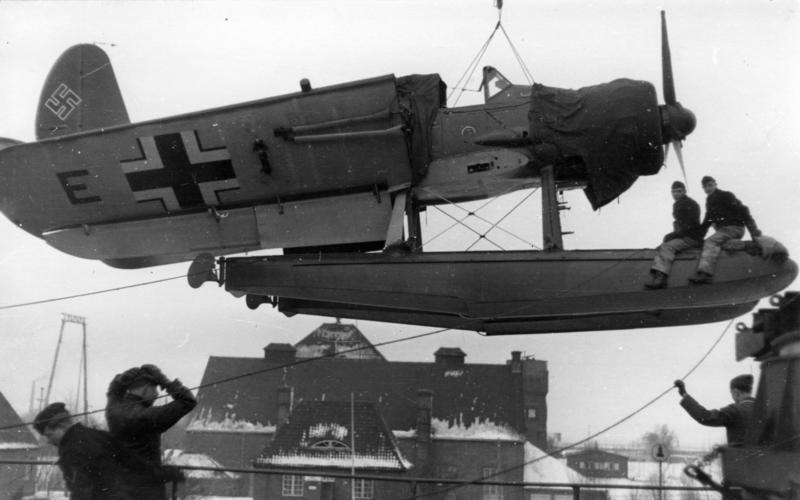
Arado Ar 196

Od roku 1941 Ar 196 startovaly také ze základen na francouzském pobřeží Biskajského zálivu. V rámci leteckého velitelství Atlantik zde operovala Bordfliegerstaffel 5./196 s Ar 196 a několika stroji Heinkel He 114. Jejich úkolem byl boj se stroji Armstrong Whitworth Whitley z Coastal Command, které shazovaly miny na trasách německých ponorek. Bordfliegerstaffel 1./196 zůstala ve Wilhelmshavenu do 25. srpna 1941, kdy bylo 15 letounů přesunuto na základnu Stavanger v Norsku. Zde následně přešly pod velení Luftflotte 5. Zbylé tři stroje této letky tu působily samostatně pod názvem Kette Arado. Tato letka v Norsku nahradila 1./Kustenfliegergruppe 706, která se vrátila do Německa a zahájila přezbrojování.
V květnu 1941 Ar 196 z paluby bitevní lodi Bismarck zaútočil na letoun Consolidated PBY Catalina, který německou loď sledoval.[zdroj⁠?!]
Letouny Ar 196 byly částečně vyzbrojeny také dvě průzkumné skupiny, a sice 2./See-Afklarungsgruppe 131 operující z Norska, vybavené také stroji Blohm & Voss BV 138, a 2./See-Aufklarungsgruppe 125, která operovala nad Baltem v rámci Fliegerführer Ostsee jako součást Luftflotte 1.
Bordfliegerstaffel 5./196 byla přejmenována na 1./See-Aufglarungsgruppe 128 a pokračovala v hlídkové službě v Biskajském zálivu a v oblasti kanálu La Manche. V létě 1943 byla zformována druhá letka této skupiny 2./SAGr. 128. Bordfliegerstaffel 1./196 operovala ze základen v Norsku do roku 1944. Po návratu do Německa byla rozšířena na tři letky, které utvořily Bordfliegergruppe 196. Koncem války byla opět zredukována na jednu letku 1./Bordflegergruppe 196, která měla základnu v Grossenbrode a byla součástí Luftwaffe-Division See pod operační kontrolou velitelství Kriegsmarine.
2./SAGr. 131 s letouny Ar 196 a BV 138 v Norsku dostala na počátku roku 1944 navíc štábní roj vybavený hydroplány Ar 196. Tato jednotka byla rozpuštěna koncem roku 1944. 2./SAGr. 125 působila do konce roku 1941 v oblasti Baltského moře a poté byla přesunuta spolu se zbylými letkami skupiny do rumunského města Konstanca u černomořského pobřeží, brzy však byla opět převelena do Řecka, kde působila nad Egejským mořem.
V září 1943 byla 2./SAGr. 125, tvořená třemi letkami se základnou na Krétě a podléhající operačnímu velení Luftwaffen-Kommanda Südost, přejmenována na 4./SAGr. 126. Po přejmenování se tato skupina skládala ze čtyř letek, přičemž Stab, 1., 2. a 4. Staffel byly vyzbrojeny Ar 196, 3. Staffel používala létací čluny BV 138. Začátkem roku 1945 byly 1. a 2./SAGr. 126 přesunuty na severní úsek východní fronty, kde působily v rámci Luftflotte 6.
Letouny Ar 196 měla ve výzbroji také 101. a 102. námořní průzkumná letka rumunského letectva. Tyto jednotky převzaly Ar 196 koncem roku 1943 a spadaly pod Aufklärungsführer Schwarzes Meer. Stíhací doprovod v průběhu průzkumných letů zajišťovaly rumunské stroje IAR 80 ze 46. stíhací letky.
12 kusů Ar 196 bylo dodáno také do Bulharska, kde byly zařazeny do výzbroje jednotky námořního letectva umístěné ve Varně.

## Uživatelé

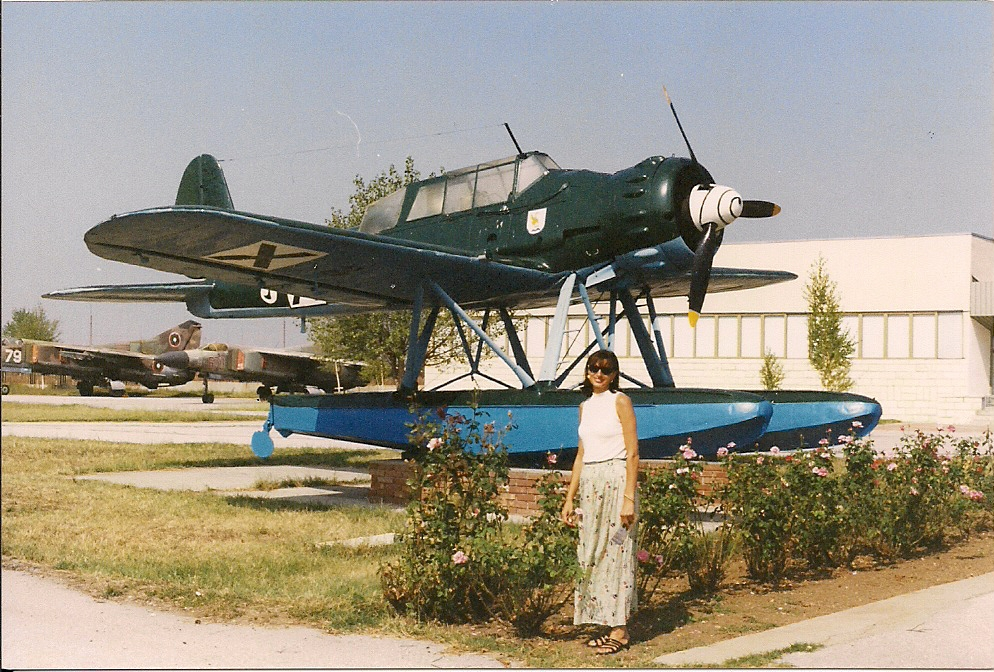
Arado Ar 196 ve sbírce muzea v Plovdivu.

Bulharsko
- Bulharské letectvo

 Finsko
- Finské letectvo

 Nacistické Německo
- Kriegsmarine
- Luftwaffe

 Norsko – (zajaté)
- Norské královské námořní letectvo
- Norské královské letectvo

 SSSR
- Sovětské letectvo

## Specifikace (Ar 196A-3)

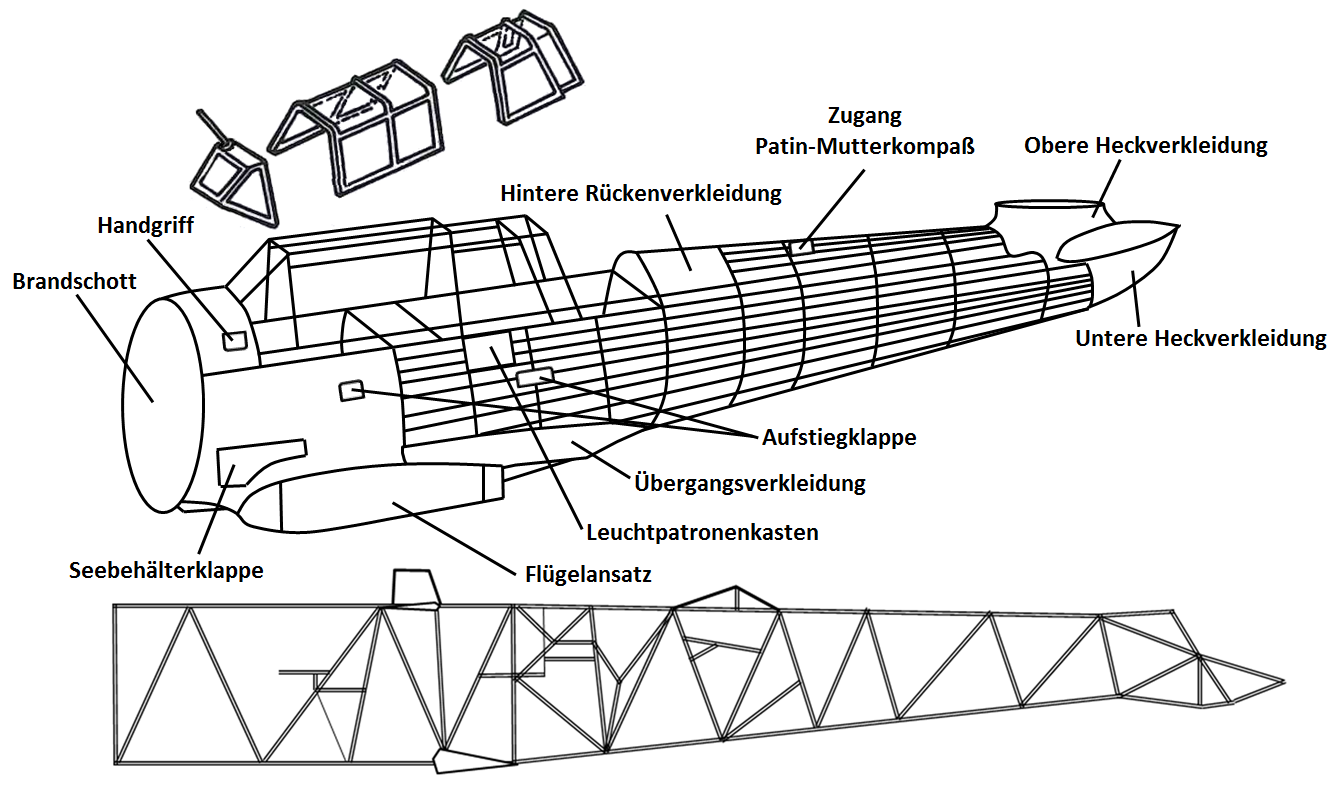
Konstrukce trupu

### Technické údaje
- Posádka: 2
- Rozpětí: 12,44 m
- Délka: 10,962 m
- Výška: 5 m
- Nosná plocha: 28,30 m²
- Hmotnost prázdného letounu: 2335 kg
- Vzlet. hmotnost: 3303 kg
- Pohonná jednotka: 1 × hvězdicový motor BMW 132K
  - Výkon motoru: 723 kW

### Výkony
- Max. rychlost: 312 km/h
- Dostup: 7000 m
- Dolet: 800 km

### Výzbroj
- 2 × kanón MG FF ráže 20 mm
- 2 × kulomet ráže 7,92 mm
- pumy SC 50 do hmotnosti 100 kg